# Rover 800
A série Rover 800 é uma linha de automóveis de segmento E fabricada pela subsidiária do Austin Rover Group da British Leyland, e seu sucessor, o Rover Group, de 1986 a 1999. Também foi comercializado como Sterling nos Estados Unidos. Co-desenvolvido com a Honda, era um parente próximo do Honda Legend e o sucessor do Rover SD1 de uma década.

## Designações de modelo
Ao contrário de muitos outros fabricantes que usavam sistemas numéricos de nomenclatura de modelos, a Rover nunca estabeleceu um padrão permanente para a maioria de seus carros. No entanto, para as seguintes designações são um guia aproximado:
- 820 – modelos carburados de 4 cilindros e 8 válvulas (Rover O8)
- 820e – modelos de 4 cilindros e 16 válvulas com injeção monoponto (Rover M16e)
- 820i - modelos de 4 cilindros e 16 válvulas com injeção multiponto (Rover M16i). Veio na forma naturalmente aspirada e turboalimentado (modelo turboalimentado instalado no 820 Turbo posterior)
- 825i - modelos de 6 cilindros anteriores a 1988 (Honda C25A)
- 827i - modelos de 6 cilindros e dos EUA pós-1988 (Honda C27A)
- Sterling – para a maioria dos mercados (exceto América do Norte); modelo carro-chefe de luxo (Honda C25A e depois C27A depois de 1988)
- Vitesse – para a maioria dos mercados; modelo carro-chefe esportivo (Honda C27A)

Após a reestilização R17 de 1992, a convenção foi simplificada para:
- 820i/Si/SLi/sterling – modelos de 4 cilindros e 16 válvulas com injeção multiponto (Rover T16). Veio na forma naturalmente aspirada e turboalimentado para o Vitesse.
- 825D/SD – modelos diesel de 4 cilindros (VM Motori 425)
- 827i/Si/SLi/Sterling – modelos de 6 cilindros (Honda C27A – antes de 1996)
- 825i/Si/SLi/Sterling – modelos de 6 cilindros (Rover KV6 – após 1996)
- Sterling – para a maioria dos mercados (exceto América do Norte); modelo carro-chefe de luxo
- Vitesse – para a maioria dos mercados; modelo carro-chefe esportivo (Rover T16)

## Números de produção
A produção do Rover 800 atingiu o pico em 1987, seu primeiro ano completo, mas caiu drasticamente em 1991 como resultado da recessão e do fato de que estava sendo substituído por um modelo reestilizado no final do ano. Em 1998, os números da produção anual caíram para pouco mais de um décimo do pico de 1987.
| 1986                               | 15.609 |
| 1987                               | 54.434 |
| 1988                               | 48.634 |
| 1989                               | 35.387 |
| 1990                               | 29.460 |
| 1991 (pré-facelift)                | 10.007 |
| 1991 (pós-facelift)                | 2.961  |
| 1992                               | 28.136 |
| 1993                               | 28.354 |
| 1994                               | 21.802 |
| 1995                               | 13.311 |
| 1996                               | 11.400 |
| 1997                               | 11.131 |
| 1998                               | 6.500  |
| 317.306 foram construídos no total |        |